# 彭範 (嘉靖壬戌進士)
彭範（1531年—？），字士洪，四川成都府漢川人，民籍，明朝政治人物。

## 生平
嘉靖三十一年（1552年）壬子科四川鄉試第二十四名舉人。嘉靖四十一年（1562年）中式壬戌科會試第一百四十六名，三甲第一百九十九名進士。初授行人司行人，轉司副、司正，陞工部虞衡司郎中，轉雲南楚雄知府，為人中傷去官歸里。

## 家族
曾祖彭伏明；祖父彭循；父彭仲甲，母楊氏。永感下。